# كالسا

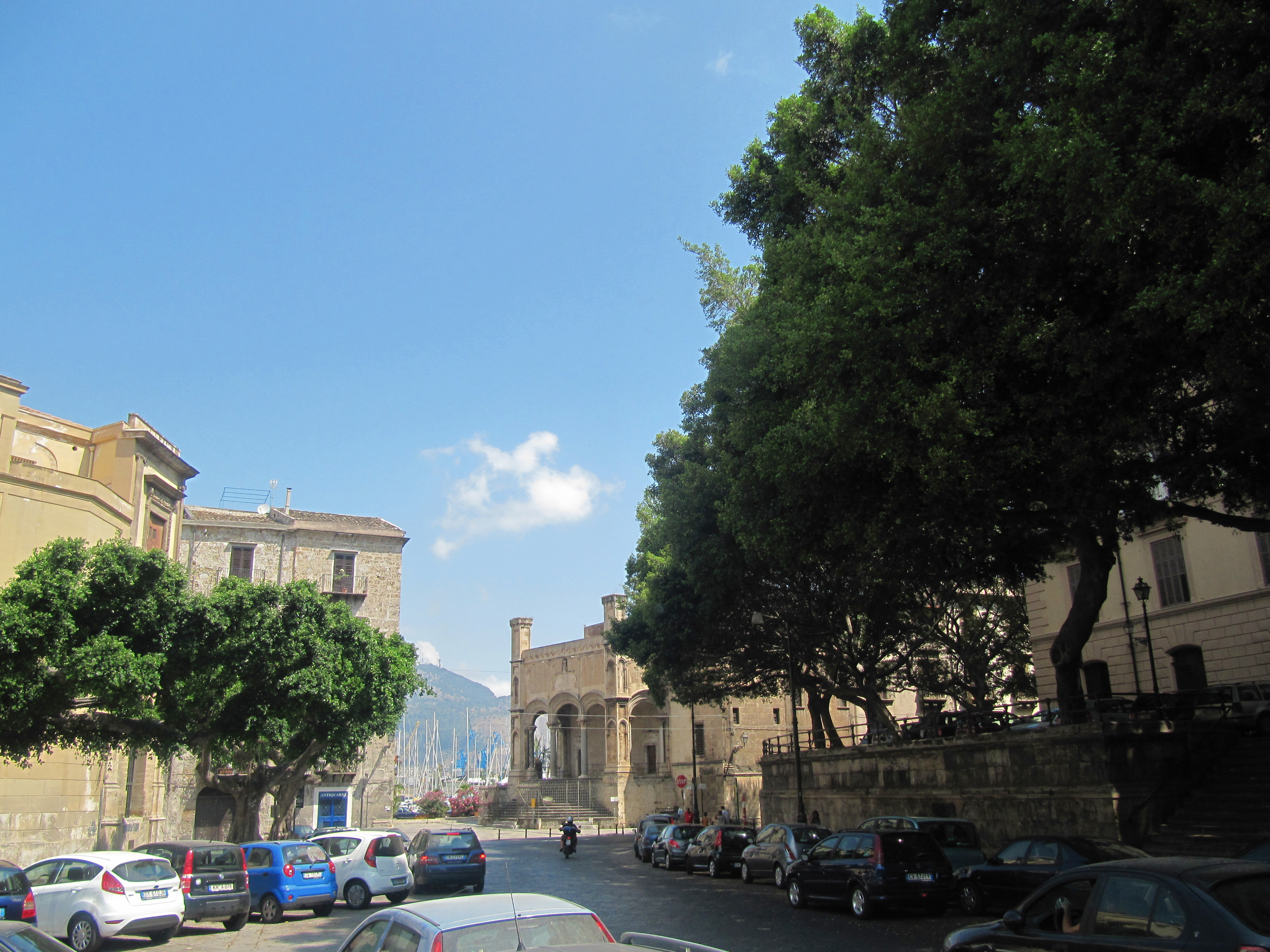

الخالصة (بالإيطالية: Tribunali o Kalsa - كالسا أو ماندامنتو تريبونالي)‏ هو حي تاريخي في مدينة بلرم الإيطالية في جزيرة صقلية.
بناها والي صقلية الفاطمي بأمر من الخليفة القائم بأمر الله الفاطمي وقد ظلت بلرم مركز ولاية صقلية الفاطمية إلى أن أمر الخليفة ببناء هذه المدينةويتضح من الاسم أن الخليفة يريد جمع الإخلاص للوالي أو لنفسه وذلك لعدم اطمئنانه لأهل صقلية عامة وأهل بلرم خاصة وقد أمدنا المؤرخ إبن حوقل بمعلومات عن هذه المدينة قائلا :ذات سور من حجارة وليس كسور بلرم يسكنها السلطان واتباعه وبها جيش السلطان ودار صناعة البحر وفيها حمامات ولا اسواق فيها ولا فنادق وفيها مسجد جامع صغير ولها أربعة أبواب من الأمام والخلف والغرب والشرق وقد أمدنا المقدسي بأسماء أبواب مدينة الخالصة التي فُتحت في السور الأمامي والخلفي وهيَ باب كتامة وباب الفتوح وباب البنود وباب الصناعة  وهي أسماء تتشابه مع تلك الأسماء التي أطلقها بعد ذلك الفاطميون على إحدى بوابات سور القاهرة الشمالي وعلى إحدى القبائل المغربية وكذلك على إحدى الخزانات الخاصة بالأعلام ودار الصناعة التي كانت تُعد السفن وتصنعها بما يشير إلى إستقرار النظم الفاطمية في صقلية قبل القاهرة بأكثر من ثلاثين عاماً ، وهذه البوابات لم يرد عنها أية أوصاف معمارية ويرجح تشابهها مع مدينة المهدية في تونس غير أن أسوار الخالصة كانت أقل ضخامة من أسوار بلرم